# كوفي أولوميد
كوفي أولوميد هو مغني كونغولي ولد في 13 يوليو 1956.

## روابط خارجية
كوفي أولوميد على موقع IMDb (الإنجليزية)
- كوفي أولوميد على موقع ميوزك برينز (الإنجليزية)
- كوفي أولوميد على موقع أول ميوزيك (الإنجليزية)
- كوفي أولوميد على موقع ديسكوغز (الإنجليزية)